# Зиади, Фатех
Фатех Зиади (араб. فاتح زيادي‎; род. 26 октября 1976, Батна) — алжирский спортивный стрелок. Участник летних Олимпийских игр 2012 года, чемпион Африки 2010 года, серебряный призёр чемпионата Африки 2010 и 2014 годов, бронзовый призёр чемпионата Африки 2011 года.

## Биография
Фатех Зиади родился 26 октября 1976 года в алжирском городе Батна.
Выступал в соревнованиях по пулевой стрельбе за ТИПА3А из Типазы.
Четыре раза выигрывал медали чемпионата Африки. В 2010 году в Типазе победил в стрельбе из произвольного пистолета с 50 метров и завоевал серебро в стрельбе из пневматического пистолета с 10 метров. В 2011 году в Каире стал бронзовым призёром в стрельбе из пневматического пистолета с 10 метров. В 2014 году в Каире завоевал серебро в командном первенстве в стрельбе из пневматического пистолета с 10 метров.
В 2010 году участвовал в чемпионате мира в Мюнхене. В стрельбе из пневматического пистолета с 10 метров занял 118-е место.
В 2012 году вошёл в состав сборной Алжира на летних Олимпийских играх в Лондоне. В стрельбе из пневматического пистолета с 10 метров занял в квалификации предпоследнее, 43-е место, выбив 562 очка и уступив 21 очко худшим из попавших в финал Олегу Омельчуку с Украины, Каю Янссону из Финляндии и Жуану Коште из Португалии.